# Крайполе
Крайполе (болг. Крайполе) — село в Болгарии. Находится в Тырговиштской области, входит в общину Антоново. Население составляет 0 человек.

## Политическая ситуация
Крайполе подчиняется непосредственно общине и не имеет своего кмета.
Кмет (мэр) общины Антоново — Танер Мехмед Али Движение за права и свободы (ДПС)) по результатам выборов в правление общины.